# M.O.D.O.K. (serie animata)
Marvel's M.O.D.O.K., o semplicemente M.O.D.O.K., è una serie d'animazione statunitense in stop motion creata da Jordan Blum e Patton Oswalt per Hulu, basata sul personaggio MODOK della Marvel Comics. La serie è prodotta da Marvel Television.
MODOK è stato annunciato nel febbraio 2019, come parte di un gruppo di serie basate sui personaggi Marvel che avrebbero dovuto portare a uno speciale crossover intitolato The Offenders, prodotto dalla Marvel Television. La supervisione della serie è stata trasferita ai Marvel Studios nel dicembre 2019 quando la Marvel Television confluì in quella società.
La serie è stata pubblicata sulla piattaforma di streaming Hulu il 21 maggio 2021.
La serie è stata cancellata dopo una stagione.

## Trama
MODOK vuole conquistare il mondo, ma viene continuamente sconfitto da Iron Man e dagli altri supereroi. La sua compagnia, la AIM, fallisce e viene venduta alla società rivale GRUMBL (Just Be Evil). In aggiunta, la moglie ha chiesto il divorzio e i suoi figli non vogliono dialogare con lui.

## Episodi
| Stagione       | Episodi | Pubblicazione |
| -------------- | ------- | ------------- |
| Prima stagione | 10      | 2021          |

## Personaggi e doppiatori

### Personaggi principali
- George Tarleton / MODOK, voce originale di Patton Oswalt, italiana di Alessandro Quarta.
- Jodie Ramirez-Tarleton, voce originale di Aimee Garcia, italiana di Ilaria Latini.
- Louis "Lou" Tarleton, voce originale di Ben Schwartz, italiana di Federico Campaiola.
- Melissa Tarleton, voce originale di Melissa Fumero, italiana di Joy Saltarelli.
- Monica Rappaccini / Scienziato Supremo, voce originale di Wendi McLendon-Covey, italiana di Claudia Catani.
- Austin Van Der Sleet, voce originale di Beck Bennett, italiana di Gianfranco Miranda.
- Super-Adattoide, voce originale di Jon Daly, italiana di Edoardo Stoppacciaro.
- Garfield "Gary" Garoldson, voce originale di Sam Richardson, italiana di Luigi Morville.

### Personaggi secondari
- Tony Stark / Iron Man, voce originale di Jon Hamm, italiana di Fabrizio Pucci.
- Simon Williams / Wonder Man, voce originale di Nathan Fillion, italiana di Davide Albano.
- Sinistro, voce originale di Kevin Michael Richardson.
- Mandrill, voce originale di Richardson.
- Madame Masque, voce originale di Meredith Salenger.
- Carmilla Rappaccini, voce originale di Zara Mizrahi, italiana di Vittoria Bartolomei.
- Armadillo, voce originale di Dustin Ybarra.
- Tenpin, voce originale di Chris Parnell
- Bruno Horgan / Melter, voce originale di Eddie Pepitone.
- Tatterdemalion, voce originale di Jonathan Kite.
- Arcade, voce originale di Alan Tudyk.
- Anomaly, voce originale di Patton Oswalt, italiana di Alessandro Quarta.

## Produzione

### Sviluppo
Nel febbraio 2019 Marvel Television annunciò di avere in progetto una serie televisiva animata basata sul personaggio dei fumetti MODOK. La serie fu ordinata da Hulu, contestualmente ad altre basate su Hit-Monkey, Tigra e Dazzler e Howard the Duck, che avrebbero dovuto condurre a uno speciale crossover intitolato The Offenders. La serie è stata creata da Jordan Blum e Patton Oswalt, che ne sono anche sceneggiatori e produttori esecutivi insieme a Jeph Loeb. Altri produttori esecutivi sono Brett Crawley, Robert Maitia, Grant Gish, Joe Quesada e Karim Zreik.
A dicembre Marvel Television confluì nei Marvel Studios, che da lì in avanti iniziarono a occuparsi della supervisione della serie. Il mese successivo Marvel decise di non procedere con Howard the Duck, Tigra & Dazzler e The Offenders, mentre la produzione di MODOK e Hit Monkey continuò come previsto. Blum dichiarò di aver ricevuto sostegno da Kevin Feige, che lo esortò a proseguire con la sua idea. A Blum fu permesso di usare il proprio multiverso e scelse la Terra-1226 in onore del compleanno di suo figlio.
Con l'annuncio della serie fu rivelato che Oswalt avrebbe doppiato MODOK. Nel gennaio 2020 furono annunciati anche Aimee Garcia, Ben Schwartz, Melissa Fumero, Wendi McLendon-Covey, Beck Bennett, Jon Daly e Sam Richardson.

### Animazione
L'animazione è stata realizzata da Stoopid Buddy Studios con la tecnica dello stop motion.

## Promozione
Nel settembre 2020 Hulu ha rivelato il logo della serie. Il 9 ottobre successivo Entertainment Weekly ha pubblicato le prime immagini e alcune clip sono state mostrate al New York Comic Con, tenutosi in videconferenza.
Per promuovere la serie, Patton Oswalt e Jordan Blum hanno scritto una miniserie a fumetti per Marvel Comics, intitolata MODOK: Head Games, che introduce il MODOK della serie Hulu nell'universo Marvel.

## Distribuzione
MODOK è stata interamente pubblicata sulla piattaforma di streaming Hulu il 21 maggio 2021. Il primo episodio è stato anche pubblicato su Disney+ come Star Original, mentre il resto degli episodi è uscito con cadenza settimanale.

## Accoglienza
Il sito web aggregatore di recensioni Rotten Tomatoes riporta un indice di gradimento dell'88%, con una valutazione media di 7,77/10 basata su 33 recensioni critiche. Il consenso critico del sito web recita: "Sebbene la sua tendenza al troppo possa mettere alla prova la pazienza di alcuni spettatori, l'ottimo stop-motion, un cast vocale eccellente e un pozzo apparentemente infinito di battute rendono MODOK un diversivo divertente e caotico". Su Metacritic ha un punteggio medio ponderato di 74 su 100 basato su 7 recensioni critiche, che indica "recensioni generalmente favorevoli".